# Shenzhou 11
Shenzhou 11 var en kinesisk rymdfarkost av typen Shenzhou som sköts upp med en Chang Zheng 2F/G-raket, från Jiuquans satellituppskjutningscenter i Inre Mongoliet den 16 oktober 2016. Farkosten dockade med den kinesiska rymdstationen Tiangong 2 den 19 oktober 2016.
Besättningen bestod av två personer; Jing Haipeng och Chen Dong. Besättningen stannade i Tiangong 2 i 30 dagar, vilket gjorde resan till den dittills längsta bemannade kinesiska rymdfärden.
Efter 33 dagar i rymden återinträdde farkosten i jordens atmosfär och landade i Inre Mongoliet den 18 november 2016.